# Nicolás Santacatalina
Nicolás Santacatalina Ferreres, né le 10 août 1919 à Canet d'En Berenguer (province de Valence, Espagne) et décédé le 22 juillet 2004, est un footballeur espagnol qui jouait au poste de milieu de terrain. Son frère Manuel Santacatalina était aussi footballeur.

## Carrière
Nicolás Santacatalina joue pendant onze saisons dans la première division espagnole.
Il débute en première division avec le FC Barcelone lors de la saison 1940-1941. Il joue deux matchs de championnat avec le Barça.
En 1941, Santacatalina rejoint le CD Castellón où il est titulaire en D1 pendant trois saisons. Avec Guillén et Santolaria, il forme une ligne médiane qui amène Castellón à occuper la 4e place en championnat, la meilleure de l'histoire du club, lors de la saison 1942-1943.
En 1944, il est recruté par le CE Sabadell, où il reste jusqu'en 1947. Puis en 1947, il passe dans les rangs du Valence CF jusqu'en 1952. Avec Valence, il gagne la Coupe Eva Duarte en 1950.
Après sa carrière de footballeur, il devient un professionnel de la pêche.

## Palmarès
Avec le Valence CF :
- Vainqueur de la Coupe Eva Duarte en 1950